# Sila upora
Síla upòra je nekonservativna sila, ki deluje na telo pri gibanju v kapljevini in ima nasprotno smer od smeri gibanja, ali sila, s katero se tekočina upira pretakanju po cevi. Vzroka upora sta viskoznost pri laminarnem toku in vrtinci v turbulentnem toku. Tipična primera upora sta ladja, na katero deluje upor vode, ter zrakoplovi, na katere deluje upor zraka. Upor vode je mnogo večji kot upor zraka.